# Rotwangenziesel
Der Rotwangenziesel (Spermophilus erythrogenys) ist eine Hörnchenart aus der Gattung der Ziesel (Spermophilus). Er kommt im östlichen Kasachstan und im südwestlichen Sibirien in Russland vor.

## Merkmale
Der Rotwangenziesel ist verhältnismäßig klein und erreicht eine Kopf-Rumpf-Länge von etwa 18,8 bis 21,5 Zentimetern. Der Schwanz wird etwa 4,0 bis 4,5 Zentimeter lang und ist damit wie bei allen Zieseln deutlich kürzer als der restliche Körper. Die Rückenfarbe variiert und reicht von einem blassen grau-strohgelben Ton mit weißer Sprenkelung bis zu einem kräftigeren Strohgelb mit rostroter Tönung und gelben Flecken. Die Hinterseite des Kopfes ist grau-braun oder grau-strohgelb, unter den Augen befindet sich ein auffälliger breiter und kastanienbrauner Fleck.
| 1 | · | 0 | · | 2 | · | 3 | = 22 |
| 1 | · | 0 | · | 1 | · | 3 | = 22 |

Die Art besitzt wie alle Arten der Gattung im Oberkiefer pro Hälfte einen zu einem Nagezahn ausgebildeten Schneidezahn (Incisivus), dem eine Zahnlücke (Diastema) folgt. Hierauf folgen zwei Prämolare und drei Molare. Im Unterkiefer besitzen die Tiere dagegen nur einen Prämolar. Insgesamt verfügen die Tiere damit über ein Gebiss aus 22 Zähnen.

## Verbreitung
Der Rotwangenziesel kommt im östlichen Kasachstan und im südwestlichen Sibirien in Russland vor. Die Höhenverbreitung reicht bis etwa 2100 Meter im südlichen Teil des Verbreitungsgebietes.
Die ursprünglich ebenfalls dieser Art zugeschriebene Population in Xinjiang (Volksrepublik China) und der Mongolei wird heute als eigene Art Spermophilus pallidicauda betrachtet. Auch die ehemals dem Rotwangenziesel zugeordnete Population östlich des Ob gilt seit Mitte 2024 unter der Bezeichnung Spermophilus vorontsovi als eigenständige Art.

## Lebensweise
Der Rotwangenziesel ist ein tagaktives Erdhörnchen. Es lebt vor allem in Trockensteppen und Halbwüsten, im Norden kommt er auch am Rand von Birken- und Espenwäldern und im Süden auch in Bergregionen vor. Er ist zudem in landwirtschaftlich genutzten Flächen zu finden. Der Ziesel lebt in Kolonien aus einfachen, jedoch bis 3,5 Meter tiefen Bauen, und ernährt sich von verschiedenen Pflanzenteilen, vor allem Samen und Getreide, sowie Insekten.
Die Tiere verbringen den Winter wie andere Ziesel im Winterschlaf, der vom Spätsommer im späten August oder Anfang September bis zum März oder April reicht. Die Fortpflanzungszeit erfolgt im Frühjahr nach dem Aufwachen, der Wurf besteht aus sieben bis neun Jungtieren. Mit Hilfe genetischer Untersuchungen durch die Nutzung der RAPD-PCR, einer besonderen Form der Polymerasekettenreaktion (PCR), konnte nachgewiesen werden, dass es regional im Bereich zwischen dem Tobol und Ischim im Norden von Kasachstan und im Süden Russlands zu Hybridisierungen zwischen dem Rotwangenziesel und dem Rotgelben Ziesel (Spermophilus major) kommt.
Für den Rotwangenziesel sind mehrere Erkrankungen und Parasiten nachgewiesen, darunter eine Enzephalitis und die durch das Bakterium Francisella tularensis ausgelöste Tularämie, die durch direkten Kontakt oder über Zecken, Fliegen oder Mücken zwischen den Tieren und auch auf den Menschen übertragen wird. Ebenfalls nachgewiesen ist das Vorkommen vorn zwei Arten der Kokzidien, dabei handelt es sich um Eimeria berkinbaevi und Eimeria callospermophili.

## Systematik
Der Rotwangenziesel wird als eigenständige Art innerhalb der Gattung der Ziesel (Spermophilus) eingeordnet, die nach aktuellem Stand nach einer Revision der Gattung aus 15 Arten besteht. Die wissenschaftliche Erstbeschreibung stammt von dem Naturforscher Johann Friedrich von Brandt aus dem Jahr 1841. Er beschrieb die Art anhand von Individuen aus der Region um Barnaul in Westsibirien. Ursprünglich wurden der Blasse Ziesel (Spermophilus pallidicauda) und der Brandt-Ziesel (Spermophilus brevicauda) als Unterarten des Rotwangenziesels betrachtet.
Innerhalb der Art werden neben der Nominatform keine Unterarten unterschieden.

## Status, Bedrohung und Schutz
Der Rotwangenziesel wird von der International Union for Conservation of Nature and Natural Resources (IUCN) als nicht gefährdet (Least concern) eingeordnet. Begründet wird dies durch die große Bestandszahl und das große Verbreitungsgebiet der Tiere. Er kommt in seinem Verbreitungsgebiet häufig vor und gilt regional als Schädling. Innerhalb des Gebietes findet eine Bejagung der Tiere als Fleisch- und Pelzlieferant statt. Eine weitere Gefährdungsursache kann die lokale Lebensraumzerstörung durch wachsende landwirtschaftliche Nutzung in Form von Überweidung gemeinsam mit Trockenzeiten und Dürren sein, bei denen Wasserstellen austrocknen.

## Belege
1. 1 2 3 4 5 6 7 8 9  Richard W. Thorington Jr., John L. Koprowski, Michael A. Steele: Squirrels of the World. Johns Hopkins University Press, Baltimore MD 2012; S. 304–305. ISBN 978-1-4214-0469-1
2. ↑  Robert S. Hoffmann, Andrew T. Smith: Spermophilus. In: Andrew T. Smith, Yan Xie: A Guide to the Mammals of China. Princeton University Press, Princeton NJ 2008, ISBN 978-0-691-09984-2, S. 193.
3. 1 2 3 4 5  Spermophilus erythrogenys in der Roten Liste gefährdeter Arten der IUCN 2015.1. Eingestellt von: S. Shar, D. Lkhagvasuren, 2008. Abgerufen am 28. Juni 2015.
4. ↑  Evgeniy Simonov, Natalia V. Lopatina, Sergey V. Titov, Anastasiya D. Ivanova, Oleg V. Brandler, Vadim L. Surin, Vera A. Matrosova, Alisa E. Dvilis, Nataliya V. Oreshkova, Svetlana Yu. Kapustina, Fedor N. Golenishchev, Oleg A. Ermakov: Traditional multilocus phylogeny fails to fully resolve Palearctic ground squirrels (Spermophilus) relationships but reveals a new species endemic to West Siberia. Molecular Phylogenetics and Evolution, Volume 195, Juni 2024, 108057, doi: 10.1016/j.ympev.2024.108057
5. ↑  Kristofer M. Helgen, F. Russell Cole, Lauren E. Helgen, Don E. Wilson: Generic Revision in the holarctic ground squirrels genus Spermophilus. Journal of Mammalogy 90 (2), 2009; S. 270–305. doi:10.1644/07-MAMM-A-309.1
6. 1 2 3  Spermophilus erythrogenys In: Don E. Wilson, DeeAnn M. Reeder (Hrsg.): Mammal Species of the World. A taxonomic and geographic Reference. 2 Bände. 3. Auflage. Johns Hopkins University Press, Baltimore MD 2005, ISBN 0-8018-8221-4.